# Luís Carvalho Soares
Luís Miguel de Freitas Marques Carvalho Soares (8 de julho de 1983) é um jurista, deputado e político português. Ele é deputado à Assembleia da República na XIV legislatura pelo Partido Socialista. É licenciado em Direito.